# UAP Under 25s European Open
Het Under 25s European Open was een golftoernooi van de Europese PGA Tour, hoewel het geld niet meetelde voor de Order of Merit. Hoofdsponsor was UAP. Het toernooi werd op de Golf du Prieure gespeeld.

## Winnaars
| Jaar | Winnaar           | Score | Info                                                                                           |
| ---- | ----------------- | ----- | ---------------------------------------------------------------------------------------------- |
| 1988 | Jean van de Velde | 286   |                                                                                                |
| 1989 | Stephen Hamill    | 282   | , was dat najaar finalist bij het eerste Glenmuir National Assistants' Match-play Championship |
| 1990 | Peter Baker       | 282   |                                                                                                |
| 1991 | Paul McGinley     | 283   |                                                                                                |
| 1992 | Paul Lawrie       | 272   | Terugblik, hij won met 8 slagen voorsprong .                                                   |
| 1993 | ?                 |       |                                                                                                |
| 1994 | Philip Talbot     | 277   |                                                                                                |